# Azam-Sadat Farahi
Azam Sadat Farahi was van  3 augustus 2005 tot 3 augustus 2013 de first lady van Iran. Zij is getrouwd met de 6e president van Iran Mahmoud Ahmadinejad.
Azam Sadat Farahi treedt zelden in de openbaarheid en droeg in het openbaar tot nu toe altijd de Iraanse chador. De eerste glimp die de wereld van haar kreeg was in 2005, nadat zij haar man had vergezeld tijdens een trip naar Maleisië. Azam Sadat was maar kort in beeld voor de camera's en sprak geen woord.

## Brief aan Egyptische presidentsvrouw
In het verleden stond zij vaak bekend als Mrs. Ahmadinejad. Sinds 18 januari 2009 is de volledige naam van Azam Sadat Farahi bekend, omdat zij een brief stuurde naar Suzanne Mubarak, de presidentsvrouw van de Egyptische President Hosni Mubarak. Hierin vroeg zij de presidentsvrouw om zo veel mogelijk te doen om de mensen in de Gazastrook te helpen op hun weg naar de vrijheid.
"The people of Gaza have been subjected to aerial, ground and sea attacks and have been living under siege for a long time. Witnessing the bombardment of mosques, hospitals and houses and the mutilation of women and children brings pain to the heart of any human being. …I ask you to do whatever is in your capacity to help the people of Gaza and to help them from the oppression that they are suffering from, so that your name is placed alongside the name of worthy and peace seeking women." aldus Azam Sadat in de brief aan Mubarak.